# 2267 Agassiz
2267 Agassiz este un asteroid din centura principală, descoperit pe 9 septembrie 1977.